# Nephelopsis obscura
Nephelopsis obscura – gatunek słodkowodnej, drapieżnej pijawki z rzędu Arhynchobdellida. Występuje w Ameryce Północnej. Jest wykorzystywana na dużą skalę jako przynęta na ryby.